# Wojciech Jagielski

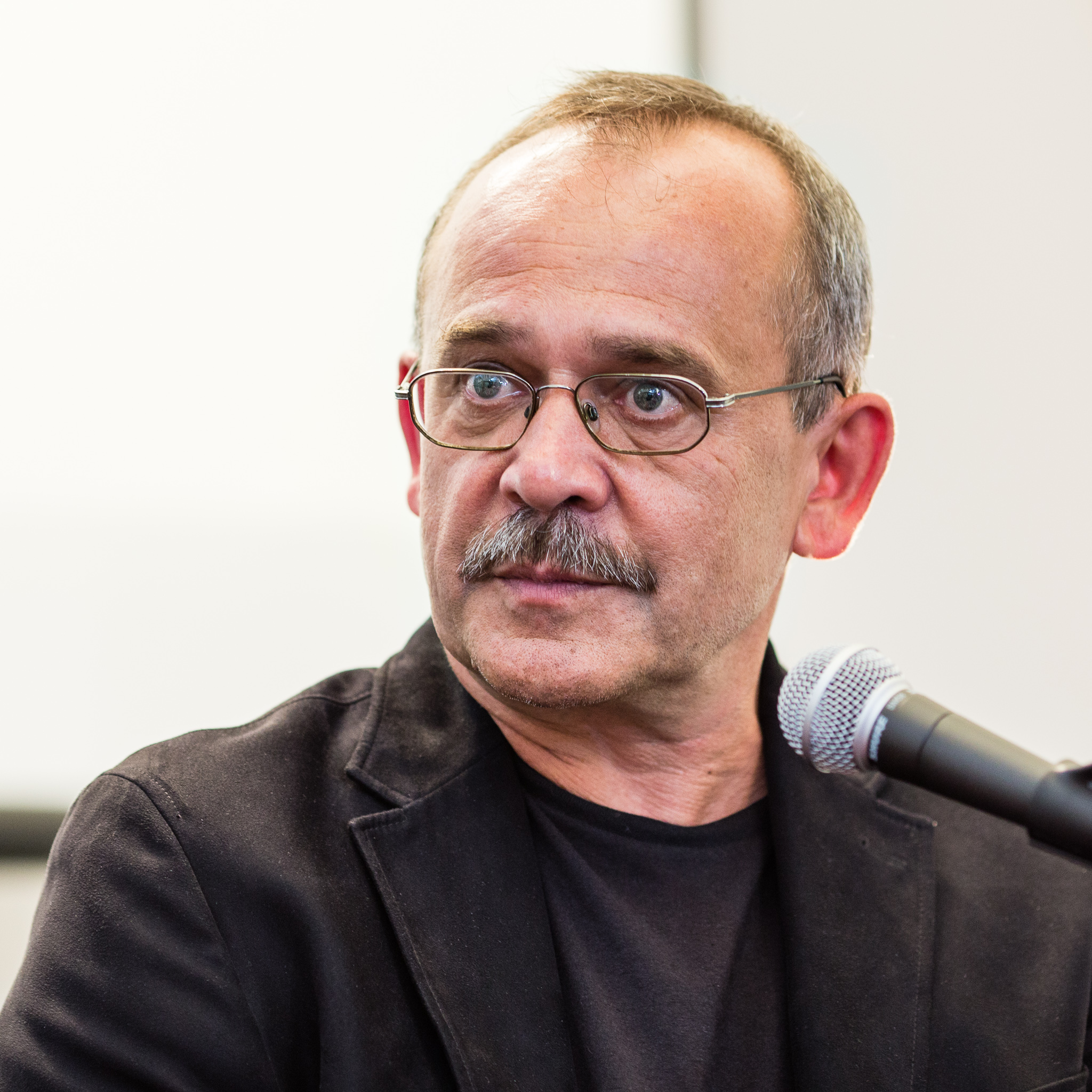
Wojciech Jagielski (2017)

Wojciech Jagielski (* 12. September 1960 in Goworowo) ist ein polnischer Schriftsteller und Journalist.

## Leben
Jagielski besuchte das Gymnasium in Warschau und studierte anschließend Politikwissenschaften an der Universität Warschau. Nach dem Ausruf des Kriegsrechts wechselte er zu Afrikanistik. Im Dezember 1986 begann er für die Polska Agencja Prasowa zu arbeiten und wurde 1989 für ein dreimonatiges Praktikum nach Moskau geschickt. 1991 wechselte er zur Gazeta Wyborcza. Für diese Zeitung schrieb er als Spezialist für Afrika, den Kaukasus und Mittelasien bis 2012. Seit 2017 arbeitet er für die Zeitung Tygodnik Powszechny.

## Publikationen
- Dobre miejsce do umierania, 1994
- Modlitwa o deszcz, 2002
- Wieże z kamienia, 2004
- Nocni wędrowcy, 2009
  - Wanderer der Nacht, 2010
- Wypalanie traw, 2012
- Trębacz z Tembisy, 2013
- Wszystkie wojny Lary, 2015

## Auszeichnungen und Nominierungen
- 2010: Nominierung für den Nike-Literaturpreis mit Nocni wędrowcy
- 2014: Ritterorden Polonia Restituta